# Generální stop

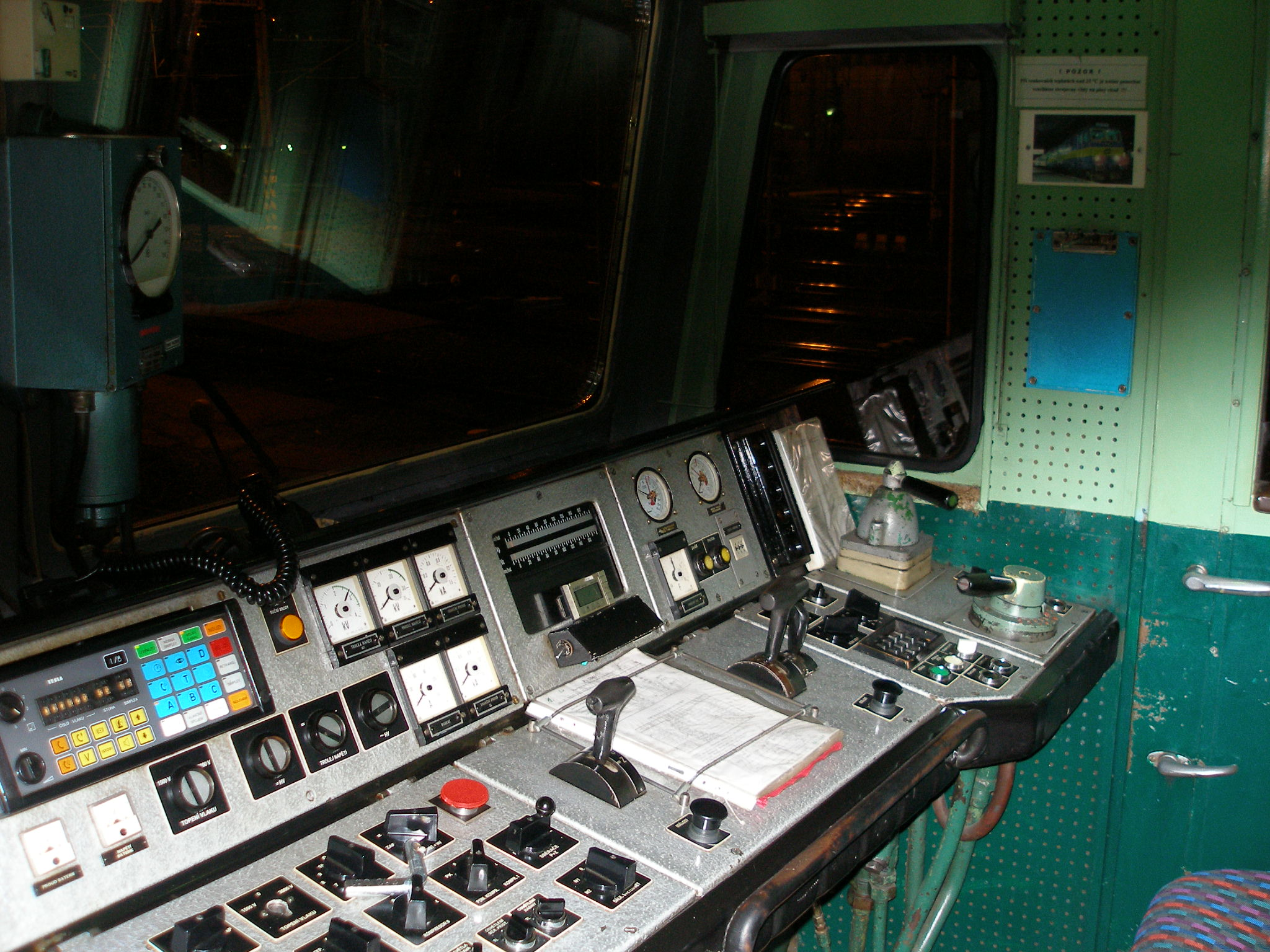
Stanoviště strojvedoucího na elektrické lokomotivě řady 363. Barevný panel úplně vlevo je blok stanice rádiového systému, přes který lze funkci generální stop použít.

Generální stop je funkce traťového rádiového systému na železnici, která umožňuje výpravčím nebo dispečerům v případě hrozící nehody zastavit na dálku všechny vlaky v určitém okruhu. Touto funkcí je na českých železnicích vybaven starší analogový systém Tesla TRS vyvinutý na začátku 90. let.
Na národní úrovni umožňuje v ČR vyslání příkazu k nouzovému zastavení také systém GSM-R. Pro správnou funkci však musí mít vozidlo radiostanici se SIM kartou Správy železnic a zřízenou vazbou radiostanice na elektropneumatický ventil hlavního potrubí. Vybavení vozidel touto funkcionalitou není povinné. U nevybavených vozidel dojde po obdržení příkazu k nouzovému zastavení pouze k přehrání hlasové výzvy strojvedoucímu.
Generální stop nepatří k funkcím železničního zabezpečovacího zařízení a jeho implementace nesplňuje požadavky na bezpečnostně-kritický systém; nejde o nic víc než o doplňkovou funkci některých traťových rádiových systémů.
Přesto bylo díky funkci generální stop zabráněno řadě hrozících vážných nehod, zejména v situacích, kdy se kvůli chybně postavené vlakové cestě ocitly dva protijedoucí vlaky na stejné koleji. Takto se například podařilo zabránit čelní srážce rychlíku a osobního vlaku 1. května 2011 mezi stanicemi Praha-Vysočany a Praha hlavní nádraží. Naopak kvůli špatné domluvě mezi policisty a výpravčím nebyl generální stop použit u Vraňan v březnu 2007, kdy na železničním přejezdu na hlavní trati stálo zaklíněné auto, kdežto výpravčí z rozhovoru s policisty pochopil, že se jedná o přejezd na odbočující vedlejší trati, kde již žádný vlak ten den jet neměl. Doprava tedy zastavena nebyla a o stojící automobil v plné rychlosti vykolejila souprava rychlíku.